# Jean-Baptiste Adanson
Pour les articles homonymes, voir Adanson.
Jean-Baptiste Louis Adanson (Paris, 7 mars 1732- Tunis, le 5 novembre 1803) est un drogman et chancelier de France en Orient. Comme plusieurs diplomates occidentaux, il s'est livré à l'observation des civilisations orientales. Ses travaux concernent surtout l'Égypte mais aussi Tunis. Ses dons de calligraphes sont connus aux travers de ses aquarelles et des dessins qu'il a effectués pour illustrer le travail sur la musique turque de son collègue Charles Fonton.

## Origines
Originaire d'Écosse, la famille Adanson est attachée à la maison Stuart. Elle vient s'installer en France au XVIIe siècle. Léger Adanson, écuyer à Aix-en-Provence puis à Paris de l'archevêque Charles Gaspard Guillaume de Vintimille du Luc, avait épousé Marthe Buisson. Ils ont eu au moins deux enfants : Michel, botaniste célèbre, et Jean-Baptiste.

## Biographie
Jeune de langues au lycée Louis-le-Grand de 1740 à 1750 où il apprend le grec, le latin et le turc, puis il se rend à Péra chez les Pères capucins pour y terminer ses études. C'est à cette occasion qu'il se livre au travail d'illustration sur la musique orientale de Charles Fonton : Essay sur la musique orientale comparée à la musique européenne, Constantinople, 1751. Cet ouvrage a été traduit en turc par Cem Behar en 1987.
Il passe ensuite à Alep en 1754, à Salonique en 1758, à Tripoli en 1774. Il est nommé premier drogman et chancelier du consulat de France à Tunis en 1785, premier drogman puis consul d'Égypte à Alexandrie en 1791. En Égypte, il tient des cahiers de voyage, il dessine et il travaille sur les hiéroglyphes, tentant de percer leur mystère.
Il épouse à Beyrouth le 12 mars 1766, mariage réhabilité à Saïda en mars 1768, Marie-Virgille Galanti de Livourne dont il a au moins quatre enfants dont :
- Charles-Louis (1767-1839), jeune de langues au Lycée Louis-le-Grand, drogman chancelier ;
- Pierre-Flavien (1768-après 1785), jeune de langues au Lycée Louis-le-Grand ;
- Alexandre-Victor (1779-après 1797), jeune de langues à au Lycée Louis-le-Grand.

Il meurt à Tunis le 5 novembre 1803.